# Dermatofity zoofilne

## Dermatofity zoofilne

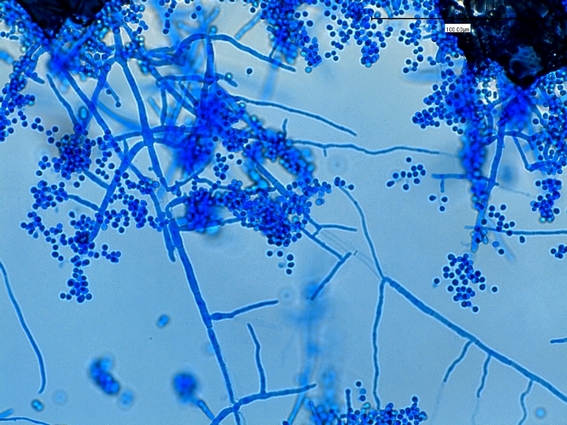
Trihophyton mentagrophytes – obraz mikroskopowy

Dermatofity zoofilne – wysoko wyspecjalizowana grupa grzybów strzępkowych, bytujących pierwotnie u zwierząt, mogących jednak przenieść się na ludzi; zdolnych do pozyskiwania substancji odżywczych z trudno dostępnego białka – keratyny, podstawowego budulca ludzkiej lub zwierzęcej skóry, włosów i paznokci. Rozwijając się na skórze gospodarza, wydzielają enzymy keratynazy niszcząc naskórek i włosy, powodują choroby nazywane dermatofitozami lub dermatofitową grzybicą skóry (dermatophytosis, ringworm). Ze względu na dużą inwazyjność i łatwość transmisji międzyosobniczej i międzygatunkowej zakażeń grzyby te uznawane są za typowe patogeny i stanowią zagrożenie zoonotyczne. Chociaż zakażenia dermatofitami nie stanowią zagrożenia dla życia gospodarza, to obniżają jego jakość i komfort, będąc problemem kosmetycznym u ludzi i często powodem strat ekonomicznych u zwierząt hodowlanych. Gatunki zoofilne są ściśle związane z gospodarzem zwierzęcym, zakażenie łatwo przenosi się na ludzi, a zwierzęta stanowią rezerwuar zakażenia. Dermatofity mogą zasiedlać okrywę włosową poszczególnych zwierząt, zarówno powodując objawy kliniczne zakażenia, jak też zasiedlają zwierzę w sposób bezobjawowy.

### Taksonomia dermatofitów zoofilnych
- Arthroderma: A. amazonicum, A. flavescens, A. persicolor, A. redellii,, A. thuringiense, A. vespertilii
- Microsporum: M. gallinae, M. canis, M. nanum
- Paraphyton: P. mirabile
- Trichophyton: T. benhamiae, T. bullosum, T. mentagrophytes, T. equinum, T. quinckeanum, T. simii, T. verrucosum

### Zakażenia dermatofitami zoofilnymi

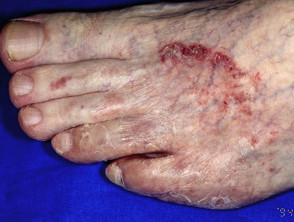
Dermatofitoza stóp – Tinea pedis

Gatunki zoofilne bytują na zwierzętach, ich przenoszenie na ludzi jest możliwe i częste, a odbywa się zwykle poprzez rezerwuary, którymi mogą być same zwierzęta, ich sierść lub przedmioty, z którymi miały styczność. Dermatofity zoofilne diagnozowane u zwierząt, odpowiedzialne są za infekcje objawowe, ale niejednokrotnie bytują również bezobjawowo, czyniąc zwierzę nosicielem i w tym przypadku mogą stać się źródłem epidemii. W pierwszych stadiach zakażenia dermatofity kolonizują skórę i stymulują keratynocyty do wytwarzania cytokin, które pośredniczą w odpowiedzi zapalnej i akumulacji leukocytów, głównie neutrofili, w zakażonej tkance.Dermatofity są początkowo rozpoznawane przez receptory wrodzonych komórek odpornościowych gospodarza, takich jak makrofagi, neutrofile i komórki dendrytyczne, które indukują aktywację odpowiedzi adaptacyjnej w celu zwalczania zakażenia.

### Obecnie stosowane leki przeciwgrzybicze
Pomimo dostępności przynajmniej kilku grup leków przeciwgrzybiczych przeznaczonych do użytku klinicznego, działają one na ograniczoną liczbę celów komórkowych, tj. blokują syntezę błony komórkowej, ściany komórkowej, kwasów nukleinowych i proces podziału komórek. Lekarze mają obecnie do dyspozycji w szczególności cztery klasy leków przeciwgrzybiczych:imidazole i triazole (ketokonazol, klotrimazol, flukonazol, itrakonazol, worykonazol, pozakonazol, izawukonazol), które hamują enzymatyczną 14-α-demetylazę sterolu i zatrzymują biosyntezę ergosterolu; leki polienowe (amfoterycyna B, nystatyna, natamycyna), które wiążą się z ergosterolem, doprowadzając do wzrostu przepuszczalności błony komórkowej; echinokandyny (kaspofungina, mikafungina, anidulafungina), które hamują biosyntezę β-(1–3)-D-glukanu, jednego z głównych składników ściany komórkowej grzybów; i pochodne allyloaminy (terbinafina, naftifina), których mechanizm działania polega na hamowaniu w błonie komórkowej grzyba syntezy ergosterolu na etapie epoksydacji skwalenu. Rzadziej stosowanymi lekami są: gryzeofulwina, która zaburza syntezę chityny i zakłóca tworzenie mikrotubul, upośledzając wzrost grzybów i podziały komórek; pirymidynowy analog 5-fluorocytozyny, hamujący syntezę DNA i RNA, co prowadzi do zahamowania podziałów komórkowych i defektów syntezy białek; oleamina cyklopiroksowa, działająca, jako inhibitor syntezy białek i zwiększająca przepuszczalność błony komórkowej dla aminokwasów, peptydów i potasu w efekcie nieodwracalnego wiązania z różnymi strukturami i organellami komórki. Niestety, w wielu przypadkach środki te mają właściwości toksyczne dla ludzi, wykazują duże interakcje lekowe i/lub nie są wystarczająco aktywne w zwalczaniu infekcji, ponieważ grzyby stały się na nie oporne.

### Globalne kierunki epidemiologiczne
Grzyby T. rubrum i T. mentagrophytes stały się głównymi gatunkami zakaźnymi, szczególnie w Indiach, Europie, Azji i Ameryce Północnej. W tych regionach przeprowadzono więcej badań, niż w jakiejkolwiek innej części świata. W innych regionach, takich jak Bliski Wschód i Afryka, rozmieszczenie dermatofitoz wykazuje odmienne tendencje. Na Bliskim Wschodzie najczęściej występującą dermatofitozą jest grzybica stóp, następnie grzybica skóry i grzybica ciała, gdzie E. occosum, T. rubrum i T. mentagrophytes są najczęstszymi czynnikami sprawczymi. Pierwotną postacią kliniczną grzybicy skóry u dzieci afrykańskich jest grzybica skóry owłosionej głowy, zwłaszcza u dzieci w wieku szkolnym. U dorosłych mieszkańców Afryki najczęstszym wskaźnikiem dermatofitozy jest grzybica ciała. Co ciekawe, w Afryce Północnej i Wschodniej pojawił się ostatnio gatunek zoofilny, M. canis. W Ameryce Południowej dermatofitozy i ich czynniki etiologiczne różnią się nieco od tych występujących w Brazylii. W Argentynie główną postacią grzybicy skóry jest tinea unguium, a następnie tinea capitis i tinea corporis. Głównym czynnikiem etiologicznym jest T. rubrum. Najczęściej izolowanymi czynnikami etiologicznymi w Kolumbii są T. rubrum, następnie T. mentagrophytes species complex i E. occosum. Najczęstszymi postaciami klinicznymi są tinea pedis i tinea corporis. Dermatofity w Brazylii podążają za trendem krajów rozwiniętych w Europie i Azji. Jest prawdopodobne, że ten wzorzec rozmieszczenia dermatofitów został ukształtowany przez migrację, rozwój turystyki i zmiany społeczno-ekonomiczne. Ważne jest, że czynniki epidemiologiczne i geograficzne mają wpływ na zróżnicowanie rozmieszczenia dermatofitów. Klasycznie, warunki środowiskowe lub regionalne warunki klimatyczne są głównymi determinantami wzorców rozmieszczenia. Brazylia, podobnie jak inne kraje położone w ciepłym klimacie tropikalnym i subtropikalnym, jest podatna na występowanie wysokich wskaźników zachorowań na dermatofitozy. Wyniki badań wskazują, że rozmieszczenie badań w Brazylii jest nierównomierne; dane koncentrują się w południowo-wschodniej części kraju, szczególnie w mieście São Paulo, które jest bardziej zaludnione, zamożniejsze i posiada więcej ośrodków badawczych i analitycznych. Biorąc pod uwagę, że kraj ma bardzo zróżnicowane warunki ekonomiczne i środowiskowe, wyniki nie reprezentują dokładnie populacji brazylijskiej. Jednak raporty pokazują, że dermatofity infekują Brazylijczyków w każdym wieku, o różnym pochodzeniu etnicznym, płci i statusie socjoekonomicznym.